# Sudan (Nashorn)

Der Bulle Sudan im Ol Pejeta Conservancy in Kenia (2010)

Sudan (2015)

Sudan (1973 im Sudan (heute: Südsudan) – 19. März 2018 im Ol Pejeta Conservancy, Nanyuki, Kenia) war das letzte bekannte männliche Nördliche Breitmaulnashorn der Welt.

## Leben
Sudan wurde 1975, rund zwei Jahre nach seiner Geburt, in der Region des heutigen Shambe-Nationalparks im Südsudan gefangen und gemeinsam mit fünf weiteren Artgenossen in den Zoo Dvůr Králové in der Tschechoslowakei verbracht. Dort zeugte er zusammen mit Nasima, einer in Uganda gefangenen Nashornkuh, zwei Kälber: Nabire (geboren 15. November 1983 und verstorben 28. Juli 2015) sowie Najin (geboren 11. Juli 1989). Die wildlebende Population der nördlichen Unterart des Breitmaulnashorns war durch Wilderei Mitte der 1990er Jahre auf 30 Exemplare im Garamba-Nationalpark in der Demokratischen Republik Kongo gesunken, die letzten Exemplare wurden dort im August 2005 gesichtet. Zuvor scheiterte eine Umsiedlungsaktion aus dem Nationalpark in ein geschützteres Reservat in Kenia aus politischen Gründen. Bei Felduntersuchungen vor Ort im Jahr 2008 ließen sich keine Nördlichen Breitmaulnashörner im Garamba-Nationalpark mehr nachweisen, die Unterart wurde daher 2009 offiziell für in freier Wildbahn für ausgestorben erklärt. Zu diesem Zeitpunkt befanden sich nur noch acht Exemplare in menschlicher Obhut, sechs Tiere im Zoo von Dvůr Králové und zwei im San Diego Zoo Safari Park. Da sich die Nördlichen Breitmaulnashörner in menschlicher Obhut nur schlecht fortpflanzten, wurde beschlossen, einen Teil der Tiere von Dvůr Králové nach Ostafrika überzusiedeln. Es bestand die Hoffnung, dass sich die Tiere in einer eher natürlichen Umgebung besser verpaarten. Ausgewählt wurde das private, mit guter Infrastruktur versehene Ol-Pejeta-Reservat im Süden Kenias. Dort traf Sudan im Dezember 2009 zusammen mit drei weiteren Tieren, dem Bullen Suni sowie den Kühen Najin und Fatu ein. Im Reservat wurde Sudan von rund 40 bewaffneten Rangern rund um die Uhr bewacht.
Im Jahr 2014 starben im Ol Pejeta Suni sowie ein weiterer Bulle (Angalifu) in San Diego. Damit war Sudan das letzte verbliebene männliche Nördliche Breitmaulnashorn. Er trug daraufhin auch den Spitznamen last male standing (zu deutsch so viel wie „letzter Überlebender“ oder „letztes überlebendes Männchen“). Nach einer Serie von Untersuchungen wurde ein Jahr später festgestellt, dass Sudan zeugungsunfähig war. Um seine sozialen Aktionen zu erhöhen, wurde ihm ein Kalb eines Südlichen Breitmaulnashorns zur Seite gestellt (Ringo). Dieses verstarb unerwartet im Jahr 2016. Weltweite Aufmerksamkeit erzielte Sudan im April 2017, als er im Rahmen einer Spendenaktion beim Dating-Anbieter Tinder als der „begehrteste Junggeselle“ geführt wurde. Durch diese Aktion konnten rund 85.000 US-Dollar eingenommen werden, die in die Vorbereitungen für eine In-vitro-Fertilisation der letzten beiden weiblichen Tiere des Nördlichen Breitmaulnashorns flossen. Des Weiteren wurde Sudan auch in verschiedene wissenschaftliche Studien einbezogen, etwa zur Herausarbeitung von Unterschieden zwischen den nördlichen und südlichen Breitmaulnashörnern.
Sudan war zuletzt altersbedingt gesundheitlich schwer beeinträchtigt; seit Ende 2017 war er durch mehrere Erkrankungen am rechten Hinterbein geschwächt, so dass er nicht mehr ohne Hilfe aufstehen konnte. Daher beschlossen seine tierärztlichen Betreuer im Ol-Pejeta-Reservat, ihn am 19. März 2018 einzuschläfern. Sudan wurde nur von zwei weiblichen Exemplaren des Nördlichen Breitmaulnashorns überlebt, seiner Tochter Najin und seiner Enkelin Fatu. Mit Sudans Tod droht das Nördliche Breitmaulnashorn daher in Kürze auszusterben. Daher wollen Wissenschaftler nun mithilfe künstlicher Reproduktion versuchen, den Fortbestand der Unterart zu sichern. Die Kosten hierfür werden auf bis zu neun Millionen Dollar (etwa 7,3 Millionen Euro) geschätzt.